# Соботско језеро
Резервоар Собот (немачки: Stausee Soboth ili Soboth See) је вештачки резервоар у Аустрији створен 1990. године када је створен насип Feistritz (Словеначки: Bistrica) за снабдевање хидроелектране Коралпе. Умјетно језеро се налази у планинском подручју Коралпе (словачки: Golica), у близини села Соботх (словачки: Sobota), уз цесту која повезује Лавамунд и Грац, близу Собоckог пролаза поред cловенско-аустријске границе. Њена висина је око 1080 м изнад нивоа мора.
Резервоар је дугачак око 2 км и широк до 500 м, има површину од 0,8 km² и дубине до 80 м. Љети је језеро популарно место за купање због своје чистије воде, хладније климе због високог узвишења и природног окружења који се састоји од брда прекривених смрековима.

## Електрана Коралпе
Електрана ХЕ Коралпе је изграђена између 1987. и 1991. године као пасивна електрана. Између 2009. и 2011. године, електрана је проширена на електрану са пумпним резервоаром. Станица од 50 МВ налази се на обалама реке Драве, код Лаваминде, на висини од 339 м надморске висине. Вода је пребачена из резервоара у електрану кроз тунел под притиском дужине пет километара и линију притиска од три километра. Максимална висинска разлика цевовода је 735,5 м.